# 北仔店清水宮
北仔店清水宮位於台灣臺南市善化區光文里北子店228巷23號，屬於道教廟宇，主祀清水祖師。

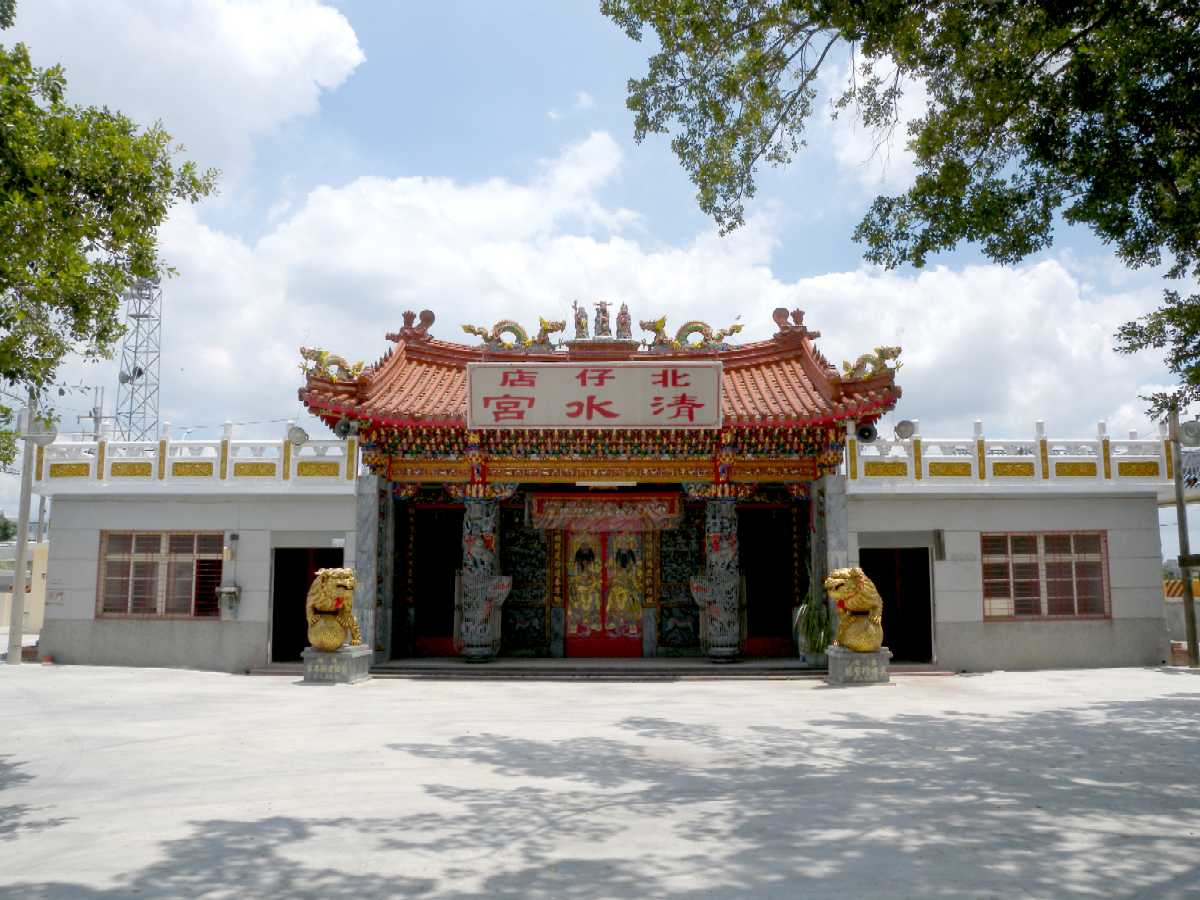
臺南市善化區北仔店清水宮

## 大事年表
- 1597年（明萬曆25年）庄民陳寶壽夫婦自廈門恭請清水祖師金身由花蓮港登陸，復至三峽暫停，再迎回北子店供奉。後曾建廟於祖師公宅，規模甚小。
- 中日甲午戰爭起，日人為期皇民化政策，於1936年強制拆除，改建為集會所，清水祖師重祀陳家。
- 二戰後，建廟宇於土地公地。其後小廟傾圮，清水祖師乃供奉於黃氏大廳。
- 1969年歲次己酉年動工興建，次年三月完工，取名「清水宮」，並成立管理委員會。
- 1984年歲次甲子年農曆正月29日動土重建，1988年歲次戊辰年2月完工，3月2日舉行入火安座大典。[1]

## 建築配置
- 三川殿
- 拜亭
- 正殿
- 左廂
- 右廂

## 祀神
- 中龕：主祀清水大祖師、清水二祖師，配祀觀音佛祖、玄天上帝、天上聖母、中壇元帥
- 左龕：奉祀福德正神
- 右龕：奉祀註生娘娘
- 右廂：奉祀太歲星君

## 獲贈匾額
澤被群生
靈佑永昭
福壽康寧
保境佑民
神威顯赫
威靈顯赫
神恩浩蕩
有感必應

## 外部連結
- 北仔店清水宮 （页面存档备份，存于）